# Objetivo de Desenvolvimento Sustentável 10
O Objetivo de Desenvolvimento Sustentável 10 ( Objetivo 10 ou ODS 10 ) trata da redução da desigualdade e é um dos 17 Objetivos de Desenvolvimento Sustentável estabelecidos pela ONU em 2015. O título completo é: "Reduzir a desigualdade dentro dos países e entre eles".
O Objetivo tem dez metas a serem alcançadas até 2030. O progresso em direção às metas será medido por indicadores. As primeiras sete metas são "metas de resultados", e consistem em: reduzir as desigualdades de renda ; promover a inclusão social, econômica e política universal; garantir oportunidades iguais e acabar com a discriminação ; adotar políticas fiscais e sociais que promovam a igualdade; regulamentar melhor os mercados e instituições financeiras globais; maior representação dos países em desenvolvimento em instituições financeiras ; políticas de migração responsáveis e bem administradas. As outras três metas são metas de "meios de realização", e consistem em: Tratamento especial e diferenciado para países em desenvolvimento; encorajamento da assistência ao desenvolvimento e o investimento nos países menos desenvolvidos; reduzir os custos de transação para remessas de trabalhadores migrantes.
A meta 10.1 é "sustentar o crescimento da renda dos 40 por cento mais pobres da população a uma taxa superior à média nacional". Essa meta, conhecida como “prosperidade compartilhada”, complementa o ODS 1, a erradicação da pobreza extrema, e é relevante para todos os países do mundo.

## Contexto
A desigualdade existe em várias formas, como econômica, sexo, deficiência, raça, desigualdade social e diferentes formas de discriminação.
As questões associadas à saúde, poluição e justiça ambiental são frequentemente inseparáveis da desigualdade. Às vezes, essas questões também estão associadas a comunidades indígenas e aborígenes, minorias étnicas e comunidades de baixo status socioeconômico. Estudos de justiça ambiental mostram que essas comunidades têm uma probabilidade maior de viver em ambientes com maior risco de exposição à poluição e contaminação tóxica, que apresentam ameaças à saúde e ao meio ambiente de longo prazo.
A globalização também é acompanhada por migração, deslocamento e expropriação, e isso muitas vezes aumenta a vulnerabilidade de comunidades e grupos marginalizados, o que moldou negativamente suas perspectivas de globalização e emancipação e aumentou a desigualdade. Ainda são necessários esforços para melhorar as medidas políticas para uma migração e mobilidade ordenada, segura, regular e responsável.
Também há associação entre desigualdade e saúde mental e física em várias formas, como ansiedade / competição por status, capital social, inserção social e coesão.

### Medindo a desigualdade
Medir a desigualdade em suas formas individuais é um componente crucial para reduzir a desigualdade dentro e entre os países. O coeficiente de Gini é a medida de desigualdade socioeconômica mais frequentemente usada, pois pode mostrar de forma significativa a distribuição de renda e riqueza dentro e entre os países.
Medir a desigualdade social muitas vezes envolve fatores e técnicas mais complexas, como medir o grupo social na qualidade da educação recebida e sua acessibilidade ao ensino superior, seu status social, estado civil e outros fatores associados à desigualdade, como localização urbana ou rural .

## Metas, indicadores e progresso
A ONU definiu 10 metas e 11 indicadores para o ODS 10.  O ODS 10 cobre questões que incluem a redução das desigualdades de renda (10.1), promoção da inclusão social, econômica e política universal (10.2), garantia de oportunidades iguais e fim da discriminação (10.3), adoção de políticas fiscais e sociais que promovam a igualdade (10.4), melhor regulamentação global mercados e instituições financeiras (10.5), representação aprimorada para países em desenvolvimento em instituições financeiras (10.6), políticas de migração responsáveis e bem administradas (10.7), tratamento especial e diferenciado para países em desenvolvimento (10.a), incentiva a assistência ao desenvolvimento e o investimento em países menos desenvolvidos (10.b) e custos de transação reduzidos para remessas de migrantes (10.c).

### Meta 10.1: Reduzir as desigualdades de renda

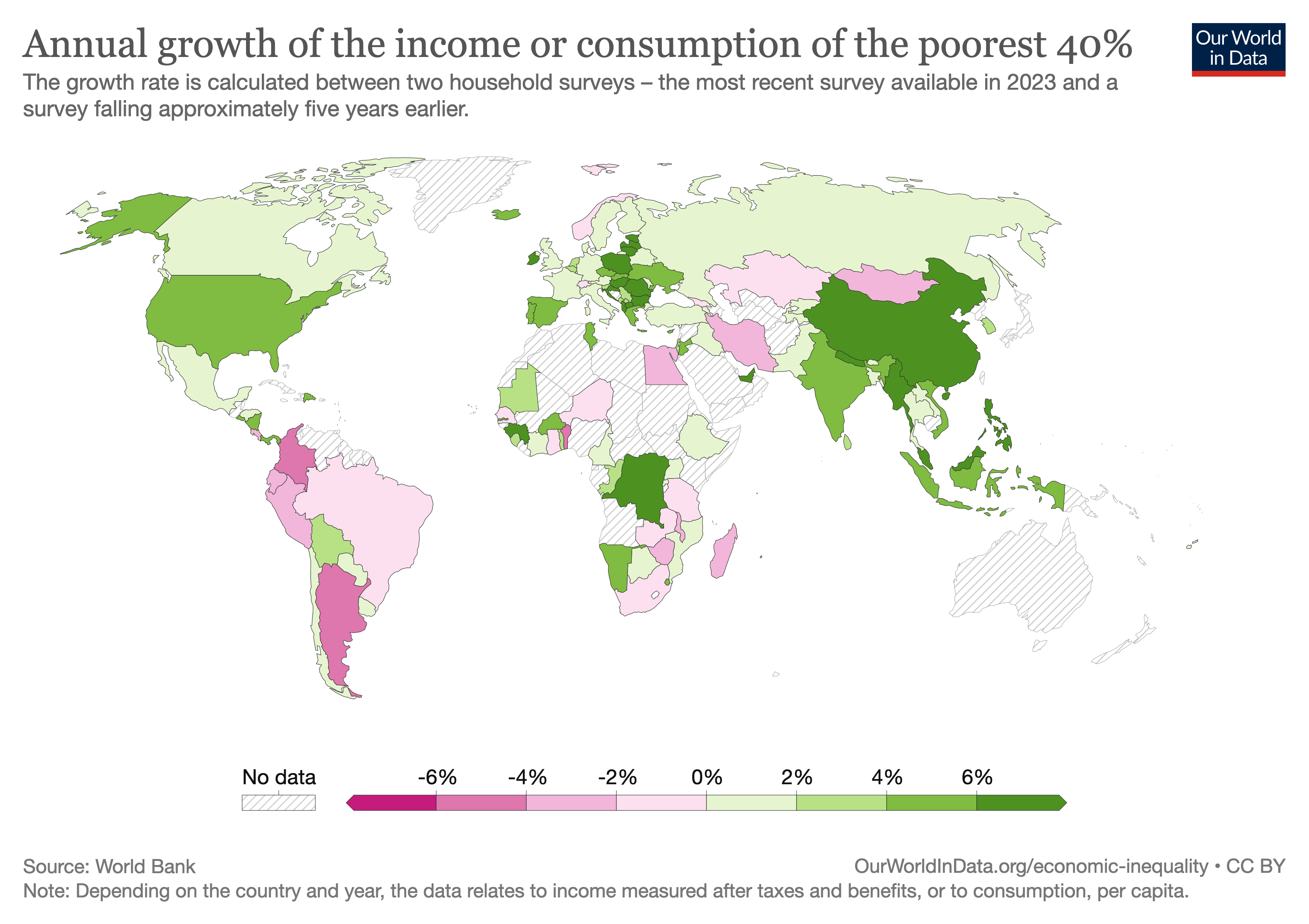
Mapa mundial para o Indicador 10.1.1: Taxa média de crescimento no consumo ou renda média per capita real da pesquisa, 40% inferior da população.

O título completo da Meta 10.1 é: "Até 2030, alcançar e manter progressivamente o crescimento da renda dos 40% mais pobres da população a uma taxa superior à média nacional".
A meta 10.1 tem um indicador: o indicador 10.1.1 é as "taxas de crescimento das despesas familiares ou da renda per capita entre os 40% mais pobres da população e a população total".
Pobreza e desigualdade relativas são a proporção de pessoas que vivem abaixo de 50 por cento do nível de renda mediano. Dados de 110 países de alta e baixa renda mostraram que o país mediano tinha 14% da população com níveis de renda abaixo desse limite. Mas tanto os países ricos quanto os pobres apresentam níveis altos e baixos de desigualdade. A desigualdade de renda não está fortemente correlacionada com pobreza ou riqueza, sugerindo que as políticas que promovem a igualdade e a inclusão têm relevância universal.
Em 73 países durante o período de 2012–2017, os 40% mais pobres da população viram sua renda crescer. Ainda assim, em todos os países com dados, os 40% da população mais pobre recebiam menos de 25% da renda ou consumo geral. :12
Em 92 países com dados comparáveis no período de 2011 a 2016, os resultados foram mistos. Em 69 países, os 40% mais pobres viram sua renda crescer, mas com grandes variações entre os países. Os dados que medem a renda familiar para essa análise eram limitados. Apenas 13 países da África Subsaariana tinham dados sobre o crescimento da renda para o período mais recente. Isso aponta para a necessidade contínua de melhor coleta de dados e capacitação estatística, especialmente nos países mais pobres. :44

### Meta 10.2: Promover a inclusão social, econômica e política universal
O título completo da Meta 10.2 é: "Até 2030, capacitar e promover a inclusão social, econômica e política de todos, independentemente de idade, sexo, deficiência, raça, etnia, origem, religião ou condição econômica ou outra".
A meta 10.2 tem um indicador. O indicador 10.2.1 é a "Proporção de pessoas que vivem com menos de 50 por cento da renda mediana, por sexo, idade e pessoas com deficiência".
A necessidade de melhorar a coleta de dados é particularmente pertinente agora, para que os países sejam capazes de identificar e tomar medidas caso os mais pobres sejam desproporcionalmente afetados pelos impactos econômicos do COVID-19. :44

### Meta 10.3: Garantir oportunidades iguais e acabar com a discriminação
O título completo da Meta 10.3 é: "Garantir oportunidades iguais e reduzir as desigualdades de resultados, incluindo a eliminação de leis, políticas e práticas discriminatórias e a promoção de legislação, políticas e ações adequadas a esse respeito"
A meta 10.3 tem um indicador. O indicador 10.3.1 é a "proporção da população que relatou ter se sentido pessoalmente discriminada ou assediada nos 12 meses anteriores com base em um fundamento de discriminação proibido pelo direito internacional dos direitos humanos".
As mulheres são mais propensas a serem vítimas de discriminação do que os homens. Entre as pessoas com deficiência, 3 em cada 10 sofreram discriminação pessoalmente, com níveis mais elevados ainda entre as mulheres com deficiência. O principal motivo de discriminação apontado por essas mulheres não foi a deficiência em si, mas sim a religião, etnia e sexo, apontando para a necessidade urgente de medidas para enfrentar as formas múltiplas e cruzadas de discriminação.

### Meta 10.4: Adotar políticas fiscais e sociais que promovam a igualdade
O título completo da Meta 10.4 é: “Adotar políticas, especialmente fiscais, salariais e de proteção social, e alcançar progressivamente maior igualdade”.
A meta 10.4 tem um indicador. O indicador 10.4.1 é a “parcela do trabalho no PIB, incluindo salários e transferências de proteção social”.
A participação global da renda do trabalho tem mostrado uma tendência de queda desde 2004, quando era de 54 por cento, o que implica que os trabalhadores estão recebendo uma proporção menor da produção que ajudaram a produzir. Em 2017, a renda do trabalho dos trabalhadores no Norte da África e na Ásia Ocidental representou um pouco mais de um terço da produção da região (36 por cento). No outro extremo do espectro, a parcela da renda do trabalho era de quase 58% na Europa e na América do Norte.

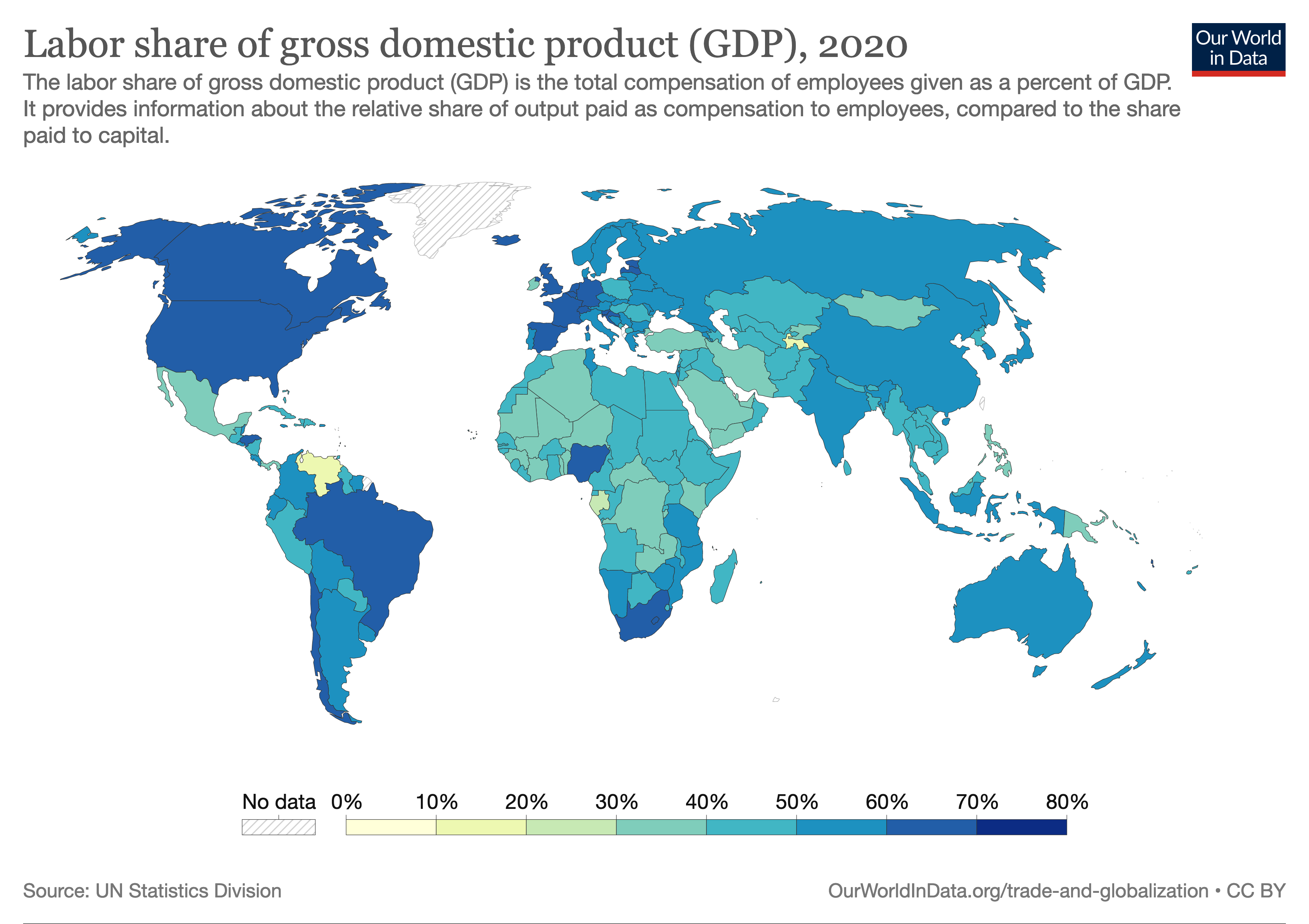
Parcela do trabalho no PIB, incluindo salários e transferências de proteção social (%)

### Meta 10.5: Regulamentação aprimorada dos mercados e instituições financeiras globais
O título completo da Meta 10.5 é: "Melhorar a regulamentação e o monitoramento dos mercados e instituições financeiras globais e fortalecer a implementação de tais regulamentações".
A meta 10.5 tem um indicador. O indicador 10.5.1 é o "Indicador de solidez financeira".

### Meta 10.6: Maior representação dos países em desenvolvimento nas instituições financeiras
O título completo da Meta 10.6 é: "Garantir maior representação e voz para os países em desenvolvimento na tomada de decisões em instituições econômicas e financeiras internacionais globais, a fim de fornecer instituições mais eficazes, confiáveis, responsáveis e legítimas".
A meta 10.6 tem um indicador. O indicador 10.6.1 é a "Proporção de membros e direitos de voto de países em desenvolvimento em organizações internacionais".
Esses indicadores medem a participação dos membros e os direitos de voto em instituições internacionais detidas por países em desenvolvimento.

### Meta 10.7: Políticas de migração responsáveis e bem gerenciadas
O título completo da Meta 10.7 é: "Facilitar a migração ordenada, segura, regular e responsável e a mobilidade das pessoas, inclusive por meio da implementação de políticas de migração planejadas e bem administradas".
A meta 10.7 tem dois indicadores: 
- Indicador 10.7.1: Custo de recrutamento arcado pelo funcionário como uma proporção da renda anual auferida no país de destino
- Indicador 10.7.2: Número de países que implementaram políticas de migração bem gerenciadas

Em 2019, 54 por cento dos países têm um conjunto abrangente de medidas políticas para facilitar a migração e mobilidade ordenada, segura, regular e responsável de pessoas, com base em 111 países com dados disponíveis. Os direitos dos migrantes e seu bem-estar socioeconômico têm a menor proporção de governos que relatam uma ampla gama de medidas políticas, com 55 por cento e 59 por cento, respectivamente.

### Meta 10.a: Tratamento especial e diferenciado para países em desenvolvimento
O título completo da Meta 10.a é: "Implementar o princípio de tratamento especial e diferenciado para os países em desenvolvimento, em particular os países menos desenvolvidos, em conformidade com os acordos da Organização Mundial do Comércio".
A meta 10.a tem um indicador. O indicador 10.a.1 é a "Proporção de linhas tarifárias aplicadas às importações de países menos desenvolvidos e em desenvolvimento com tarifa zero".

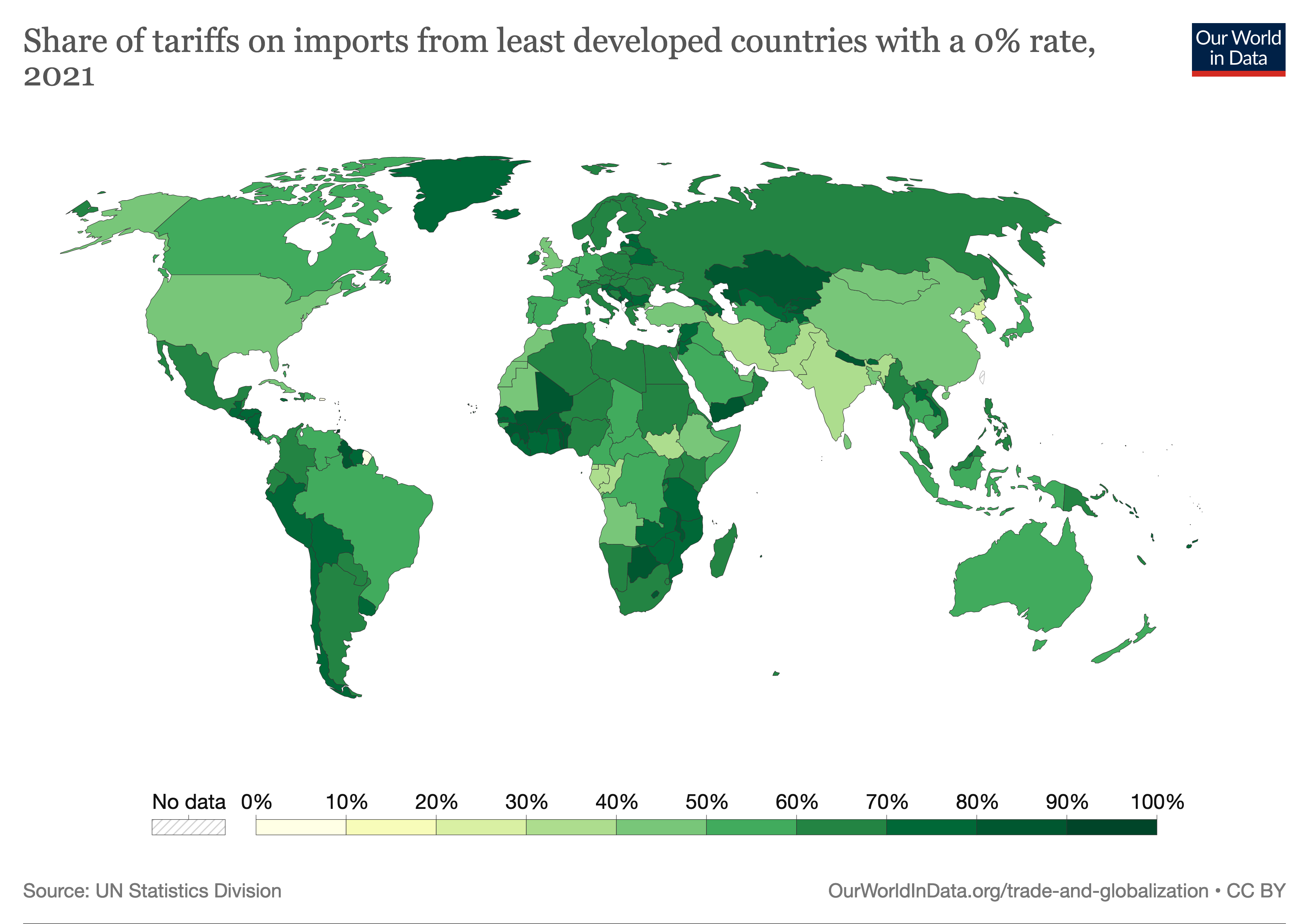
Proporção de linhas tarifárias aplicadas às importações com tarifa zero (%)

### Meta 10.b: Encorajar a assistência ao desenvolvimento e o investimento nos países menos desenvolvidos
O título completo da Meta 10.b é: "Encorajar a ajuda oficial ao desenvolvimento e os fluxos financeiros, incluindo o investimento estrangeiro direto, para os Estados onde a necessidade é maior, em particular os países menos desenvolvidos, os países africanos, os pequenos Estados insulares em desenvolvimento e os países em desenvolvimento sem litoral, de acordo com seus planos e programas nacionais ".
A meta 10.b tem um indicador. O indicador 10.b.1 é o "Fluxo total de recursos para o desenvolvimento, por países receptores e doadores e tipo de fluxo".

### Meta 10.c: Reduzir os custos de transação para remessas de migrantes
O título completo da Meta 10.c é: "Até 2030, reduzir para menos de 3 por cento os custos de transação das remessas de migrantes e eliminar os corredores de remessas com custos superiores a 5 por cento".
Alvo 10.c tem um indicador. O indicador 10.c.1 é o “Custos de remessa como proporção do valor remetido”.
A meta 10.c é reduzir os custos de transação das remessas de migrantes para menos de 3%. A meta de 3 por cento foi estabelecida como o custo que os trabalhadores migrantes internacionais pagariam para enviar dinheiro para casa (conhecido como remessas). No entanto, os correios e as empresas de transferência de dinheiro cobram atualmente 6% do valor remetido. Os bancos comerciais cobram 11%. As empresas de cartões pré-pagos e dinheiro móvel cobram de 2 a 4 por cento, mas esses serviços não estavam amplamente disponíveis em 2017 nos "corredores de remessas" típicos.

## Monitoramento
Um relatório anual é preparado pelo Secretário-Geral das Nações Unidas avaliando o progresso em direção aos Objetivos de Desenvolvimento Sustentável.

## Links com outros ODSs
O ODS 10 está vinculado a muitos dos outros ODS, como sociedades pacíficas e inclusivas ( ODS 16 ), igualdade de gênero ( ODS 5 ), pobreza ( ODS 1 ), fome zero ( ODS 2 ), boa saúde e bem-estar ( ODS 3 ), água potável e saneamento ( ODS 6 ), cidades e comunidades sustentáveis ( ODS 11 ).

## Desafios

### Impactos da pandemia de Covid-19
A pandemia COVID-19 em 2020 está piorando a desigualdade. Está atingindo com mais força as pessoas mais vulneráveis. Olhando para o futuro, a Organização para Cooperação e Desenvolvimento Econômico projeta um declínio no PIB global de até 7,6 por cento em 2020 se houver uma segunda onda de infecções por COVID-19, o que poderia pressionar os orçamentos da ODA dos membros do Comitê de Assistência ao Desenvolvimento.

## Organizações
As organizações que trabalham para alcançar o ODS 10 incluem:
- IMF
- OCDE
- UN
- WEF